# Педроречка
Педроречка — река в России, протекает по территории Сумпосадского сельского поселения Беломорского района Карелии. Длина реки — 19 км, площадь водосборного бассейна — 79 км².
Река берёт начало из ламбины без названия и далее течёт преимущественно в северо-восточном направлении.
Река в общей сложности имеет 9 притоков суммарной длиной 17 км.
Впадает на высоте 26,3 м над уровнем моря в реку Ухтицу, которая, в свою очередь, впадает в реку Руйгу, впадающую в Онежскую губу Белого моря (Поморский берег).
Населённые пункты на реке отсутствуют.
Код объекта в государственном водном реестре — 02020001412102000007303.